# Celestino del Piélago y Fernández de Castro
Celestino del Piélago y Fernández de Castro (Comillas, Cantàbria, 6 de gener de 1792- 2 de juliol de 1880) és un enginyer i militar espanyol, membre fundador de la Reial Acadèmia de Ciències Exactes, Físiques i Naturals.
El 1811 va entrar a l'arma militar d'Enginyers. Va introduir l'ensenyament de la mecànica de les fortificacions a l'Acadèmia d'Enginyers d'Hoyo de Manzanares. Va ser brigadier d'infanteria i general del Cos d'Enginyers, director general d'Obres Públiques i Acadèmic de l'Acadèmia de Belles Arts de Sant Ferran, és autor de diverses obres científiques de renom.